# Дом купца Конконена
Дом купца Конконена — жилое здание с коммерческими помещениями в Выборге. Расположенный на главной городской улице — проспекте Ленина — пятиэтажный дом в центре города Выборга в стиле северный модерн включён в перечень памятников архитектуры.

## История
Для строительства здания известный выборгский купец и жокей-конезаводчик Йохан Александр Конконен (1856—1925) приобрёл участок на главной улице города, заказав проект доходного дома выборгскому архитектору Пааво Уотиле.
Дом, построенный в 1908—1910 годах, непосредственно примыкает к «Дворцу рококо» богатого торговца и промышленника Фёдора Ивановича Сергеева. При сравнительно узком симметричном фасаде постройка сильно вытянута в глубь участка. Отделанный серым гранитом первый этаж с витринными окнами предназначен для коммерческих целей (на нём обосновалась аптека); наряду с квартирами, в здании размещалось немало предприятий и организаций, в том числе магазины и кафе-ресторан. Центр фасада, оформленного в стиле северный модерн, выделен небольшим эркером в три окна, завершающимся башенкой с пирамидальной кровлей, подчёркивающей устремлённость здания ввысь. Здание сильно выделялось на фоне окружающей малоэтажной застройки. Декоративную тематику атлантов, фигурами которых был украшен пышный фасад соседнего особняка Сергеева, на относительно скромном, но выразительном фасаде дома Конконена продолжили гранитные барельефы стилизованных атлантов по углам первого этажа, решённые в юмористическом ключе. Продолжением фасадного узора из листьев и цветов является оформление стен парадного входа.
Дом Конконена не претерпел значительных повреждений в ходе советско-финских войн (1939—1944). Сохранились оригинальная форма кровли и интерьеры. В послевоенное время долгие годы первый этаж продолжала занимать аптека, позднее переехавшая в здание на Красной площади; в настоящее время в помещении находится магазин.
Хотя генеральным планом города предполагалась брандмауэрная застройка квартала многоэтажными зданиями, этот план не был выполнен, благодаря чему дом Конконена не затерялся в едином ряду примыкающих друг к другу многоэтажных зданий, и до сих пор хорошо обозревается декор восточной боковой стены, которая должна была стать частью двора-колодца (для выборгских доходных домов того времени украшения дворовых стен нетипичны). В 1961 году эта стена получила дополнительное украшение: на брандмауэре появилось стилизованное изображение женщины высотой 15 метров, держащей в руках голубя мира. Декоративный рисунок в технике сграффито выполнили студенты Ленинградского художественного училища имени В. И. Мухиной П. Абрамичев и В. Сотников. Однако в 1980-х годах символическое изображение было закрашено.
Гротескные атланты, которые сохранились (в отличие от мужских фигур на фасаде «Дворца рококо» и женской фигуры на брандмауэре), считаются главной достопримечательностью дома.

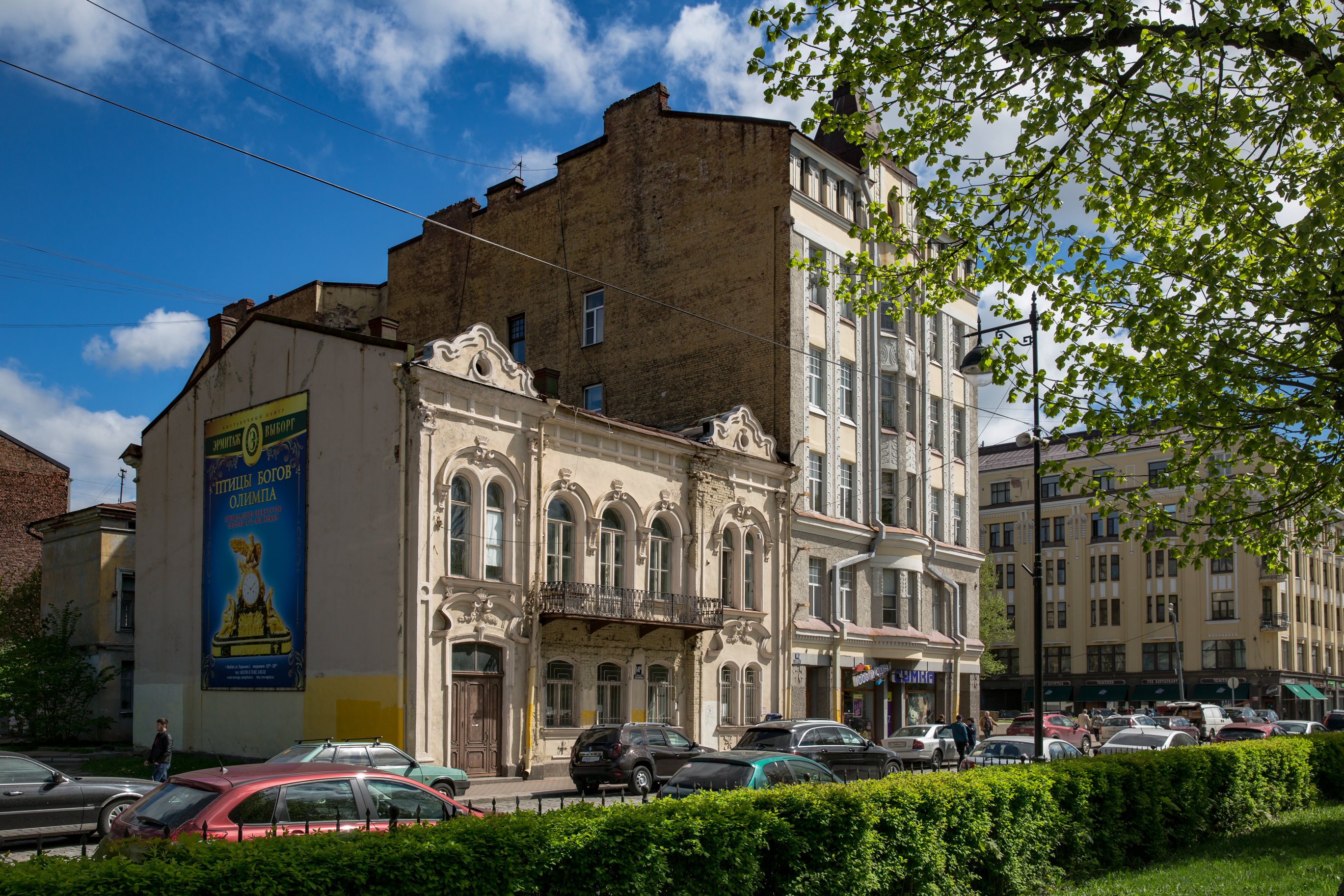
Вид на дома Сергеева и Конконена из парка имени Ленина
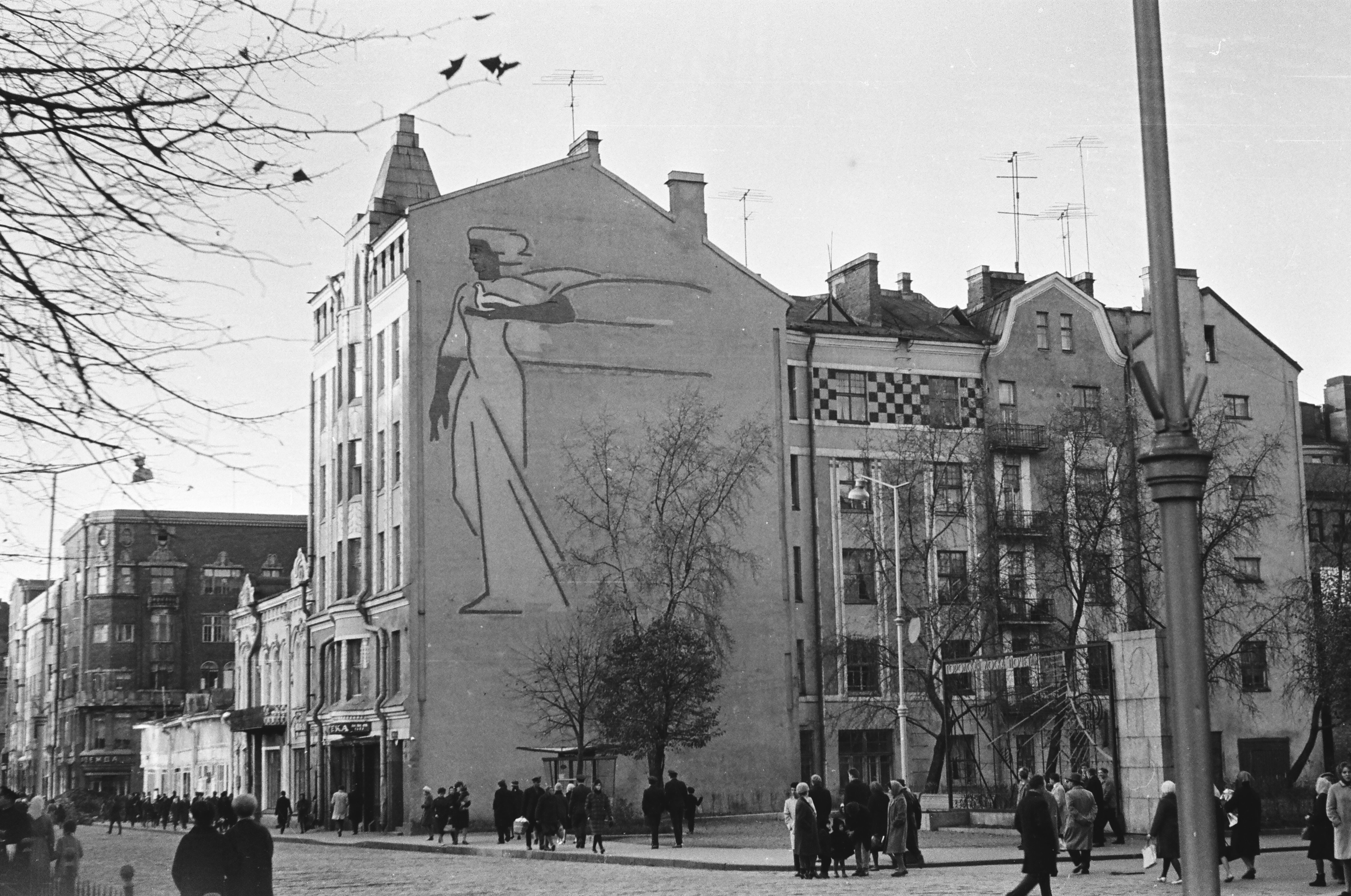
Женщина с голубем мира (утраченное изображение на брандмауэре)
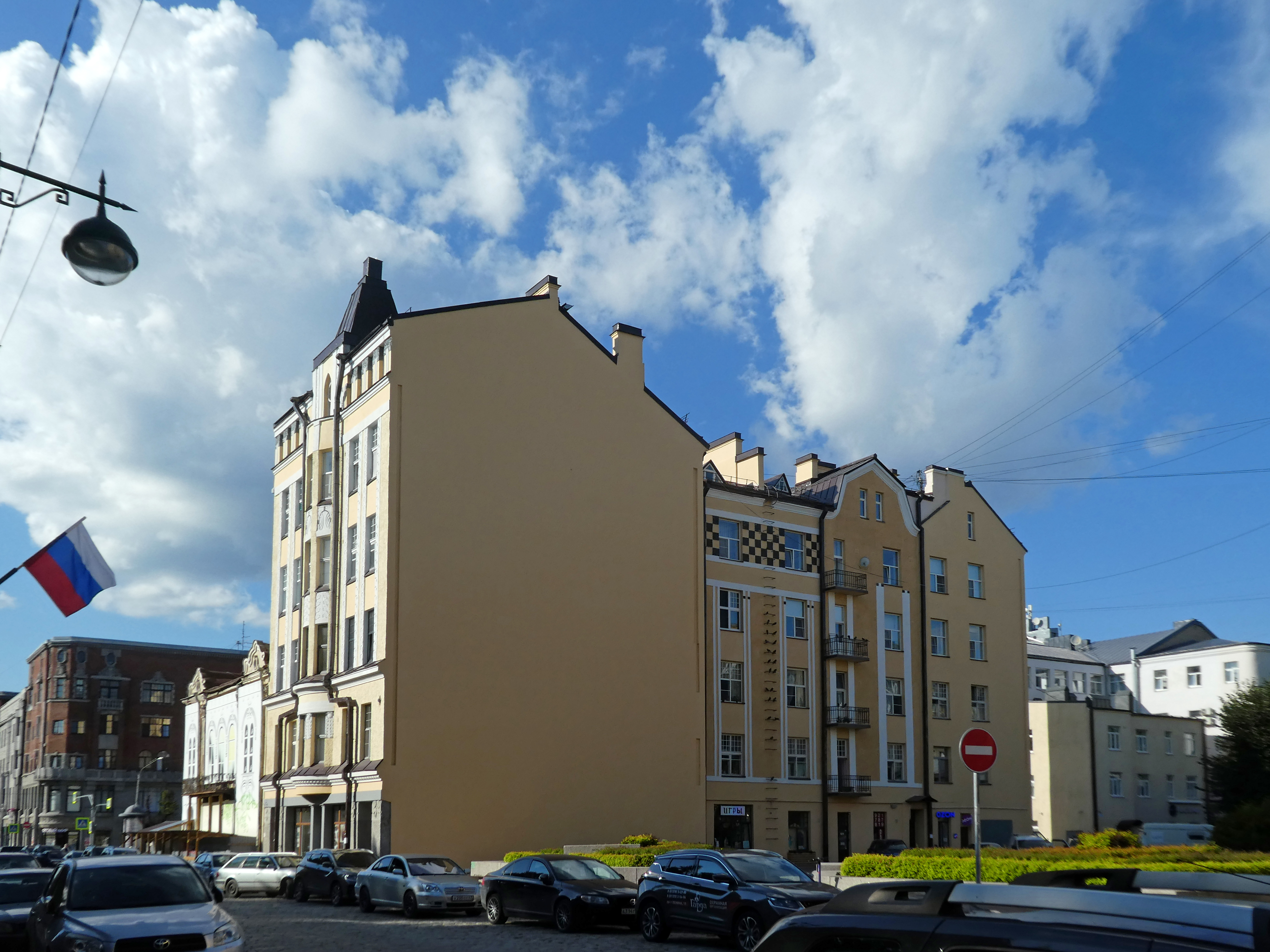
Брандмауэр и боковая стена с декором
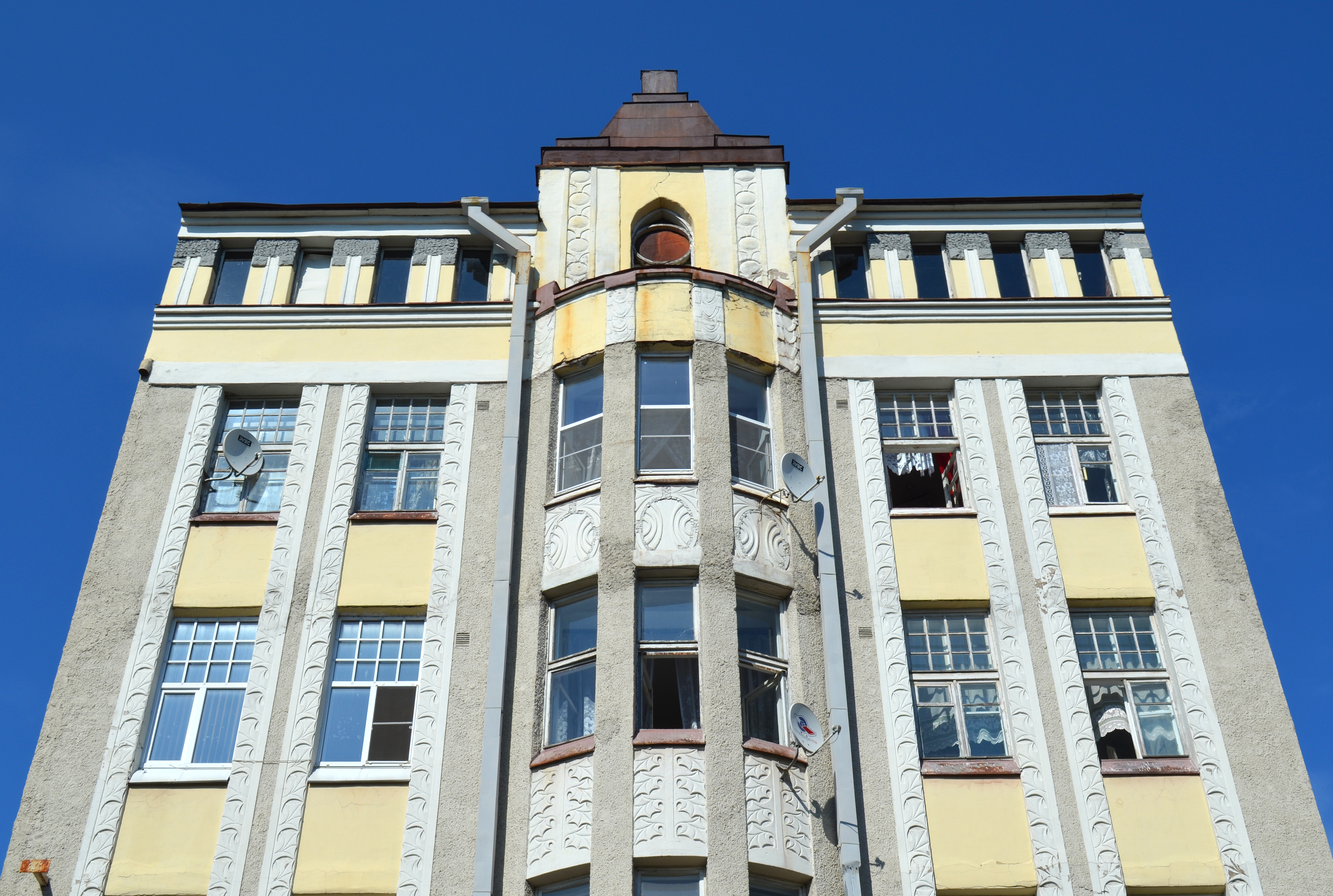
Верхняя часть фасада
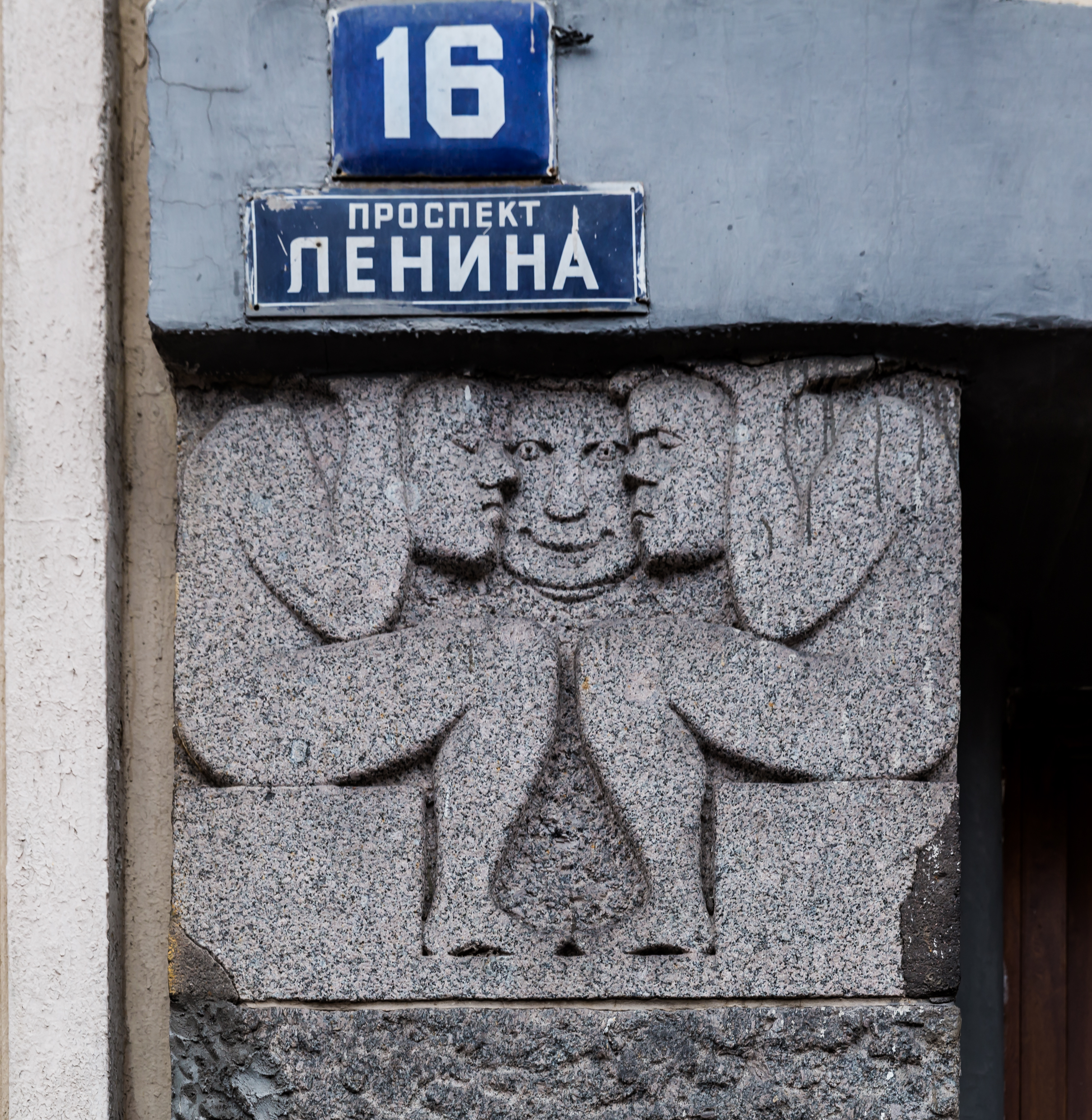
Изображения атлантов на первом этаже